# Ammonemi
Ammonemi eller hyperanommeni är förekomst av ammonium (ammoniak) i blodet. Normalt sett förekommer ammonium endast som spårämne i blodet. Vid ammonemi är nedbrytningen av urea störd, exempelvis på grund av sjukdomar i levern. Anommeni kan leda till låg kroppstemperatur, svag puls, problem med magen och tarmen och koma. Förhöjda ammoniumnivåer i hjärnan kan leda till nervsjukdomar och encefalopatier (hjärnsjukdomar).
Ammonemi kan förekomma vid födseln eller uppkomma senare i livet.